# Абрагамсон, Артур Адольфович
Артур Адольфович Абрагамсон (1854, Одесса — 1924, Москва) — российский государственный деятель, действительный статский советник, автор работ по вопросам железнодорожного строительства России, городского технического хозяйства и технического образования.

## Биография
Родился 3 марта 1854 года в семье доктора медицины Адольфа Бернардовича Абрагамсона (сын надворного советника Бернарда Абрагамсона) и Беллы Осиповны Рабинович (дочь писателя Осипа Рабиновича).
Начальное образование получил во Второй одесской гимназии. Поступил на физико-математический факультет Новороссийского университета. С 1872 по 1876 обучался на инженерном отделении Цюрихского политехникума, по окончании которого защитил диплом инженера. Возвратившись в Россию, продолжил учёбу в институте Корпуса инженеров путей сообщения, который окончил в 1879 году и был определён на службу в строительный отдел Харьковского губернского правления.
Посвятил себя железнодорожной технике по специальности служба путей и сооружений. Был начальником дистанции на Бендеро-Галицкой дороге; несколько лет работал инженером для технических поручений при управляющем Юго-Западными дорогами. С. Ю. Витте, под началом которого Абрагамсон работал на Юго-Западной железной дороге, называл его «инженером в квадрате». В 1887 году он был назначен начальником технического отдела службы пути и зданий этих дорог, в 1897 году — помощником начальника этой службы; в 1904 году стал начальником служб пути Юго-Западной железной дороги, в 1910 — Северной железной дороги. В 1911 году перешёл на службу в Обществе Московско-Казанской железной дороги: член Правления с 1911, директор Правления — с 1915 года.
Был редактором журнала «Инженер» (1898—1917), который он создал вместе с А. П. Бородиным в 1881 году. В качестве представителя Юго-Западных дорог неоднократно командировался на международные железнодорожные конгрессы и в качестве представителя главного управления железных дорог в 1900 году на Всемирной выставке в Париже, стал кавалером ордена Почётного легиона.
Под наблюдением Абрагамсона сооружены Киевская сеть электрических железных дорог, городская канализация и электрическая дорога в Елисаветграде. Принимал активное участие в разработке положения Киевского политехнического института, используя для этого организацию Цюрихского политехникума. Был председателем механико-строительного отдела Императорского-русского технического общества в Киеве.
Стоял у истоков организации Киевского яхт-клуба (1887) и «медицинской спасательной станции» (1902).
Умер 13 июня 1924 года.